# De grens van het leven
De grens van het leven (1977) is het zevende album uit de reeks Yoko Tsuno getekend door Roger Leloup.

## Verhaal
Rothenburg, in mei. Yoko gaat op bezoek bij haar vriendin Ingrid, die bij haar tante verblijft. Ingrid is ziek, maar dat wist Yoko niet. Ingrid blijkt Yoko niet te hebben uitgenodigd, maar haar neef Rudy wel. Rudy hoopt dat Ingrid sneller zal herstellen nu Yoko bij haar is, maar het is het begin van een geweldig avontuur.
Rudy is bioloog en heeft Ingrids bloed onderzocht. Het blijkt grotendeels kunstmatig te zijn. Die avond komt een onbekende opnieuw Ingrids bloed vervangen, maar de aanwezigheid van Yoko compliceert die operatie. De onbekende gebruikt een verdovend gas om Yoko en Ingrid uit te schakelen, maar had niet op de kat gerekend. Doordat de kat door het raam naar binnen kon komen kwam er ook weer frisse lucht de kamer in en ontwaakt Yoko nog voordat de onbekende de operatie heeft kunnen voltooien. De onbekende, die een vrouw blijkt te zijn, weet Yoko af te schudden na een nachtelijke achtervolging door het oude stadje. 

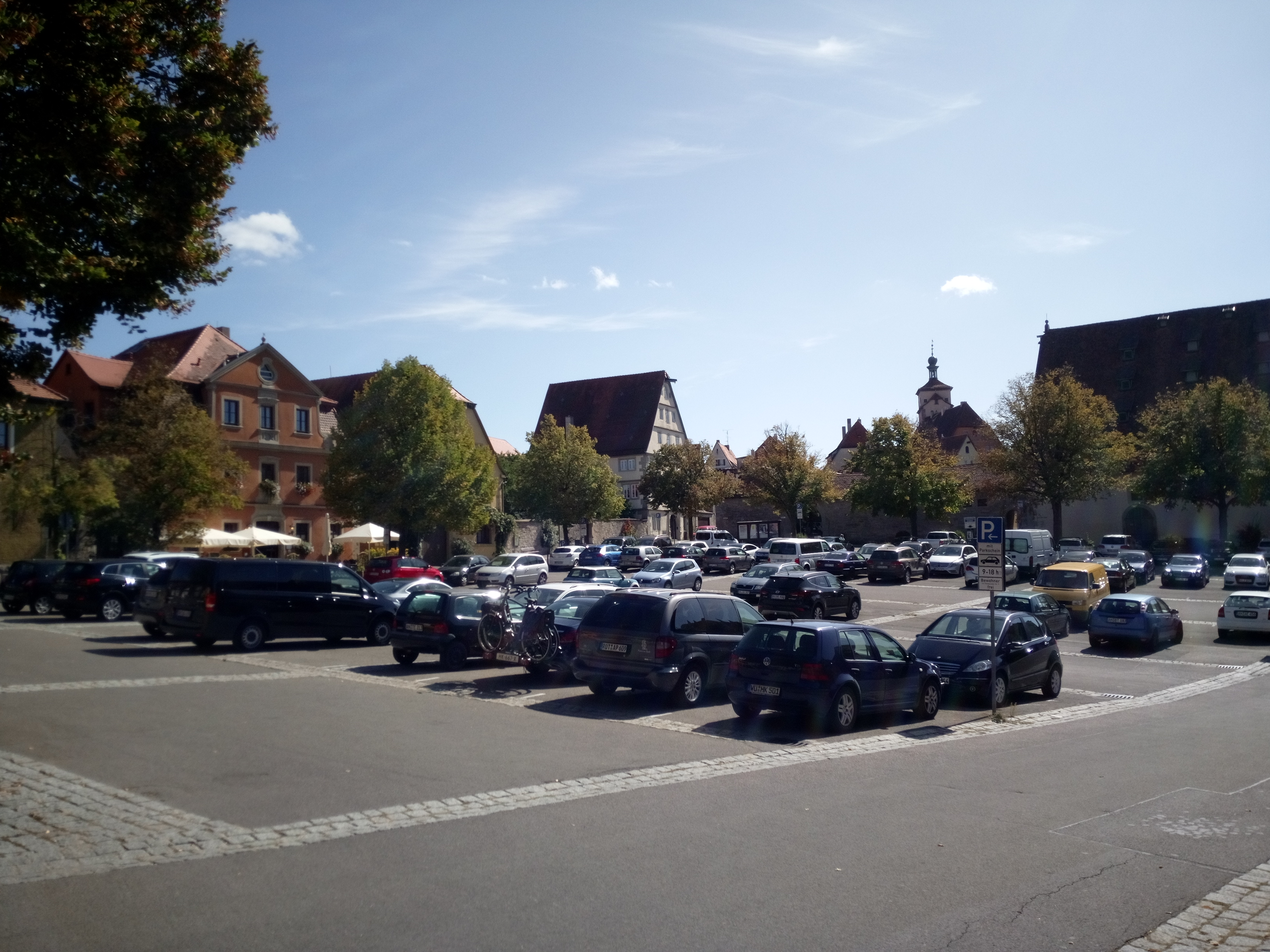
Het plein met daaronder het laboratorium

Nadat Yoko beseft dat ze de vrouw kwijt is ziet ze een busje op het plein staan. Ze ontmoet een archeoloog die een verbazingwekkende ontdekking heeft gedaan: een uiterst modern laboratorium onder het plein. Maar vrijwel onmiddellijk verschijnen er vier mannen in een auto die de man en Yoko willen ontvoeren. Yoko weet te ontkomen maar wordt dan door de onbekende vrouw tegengehouden. Ze geeft Yoko het kunstbloed dat Ingrid nodig heeft om te overleven en wat door Yoko's ingrijpen niet toegediend kon worden. Terug bij Ingrid overlegt Yoko met Rudy en begint ze langzaam te beseffen dat er meer aan de hand is dan een medisch experiment. 

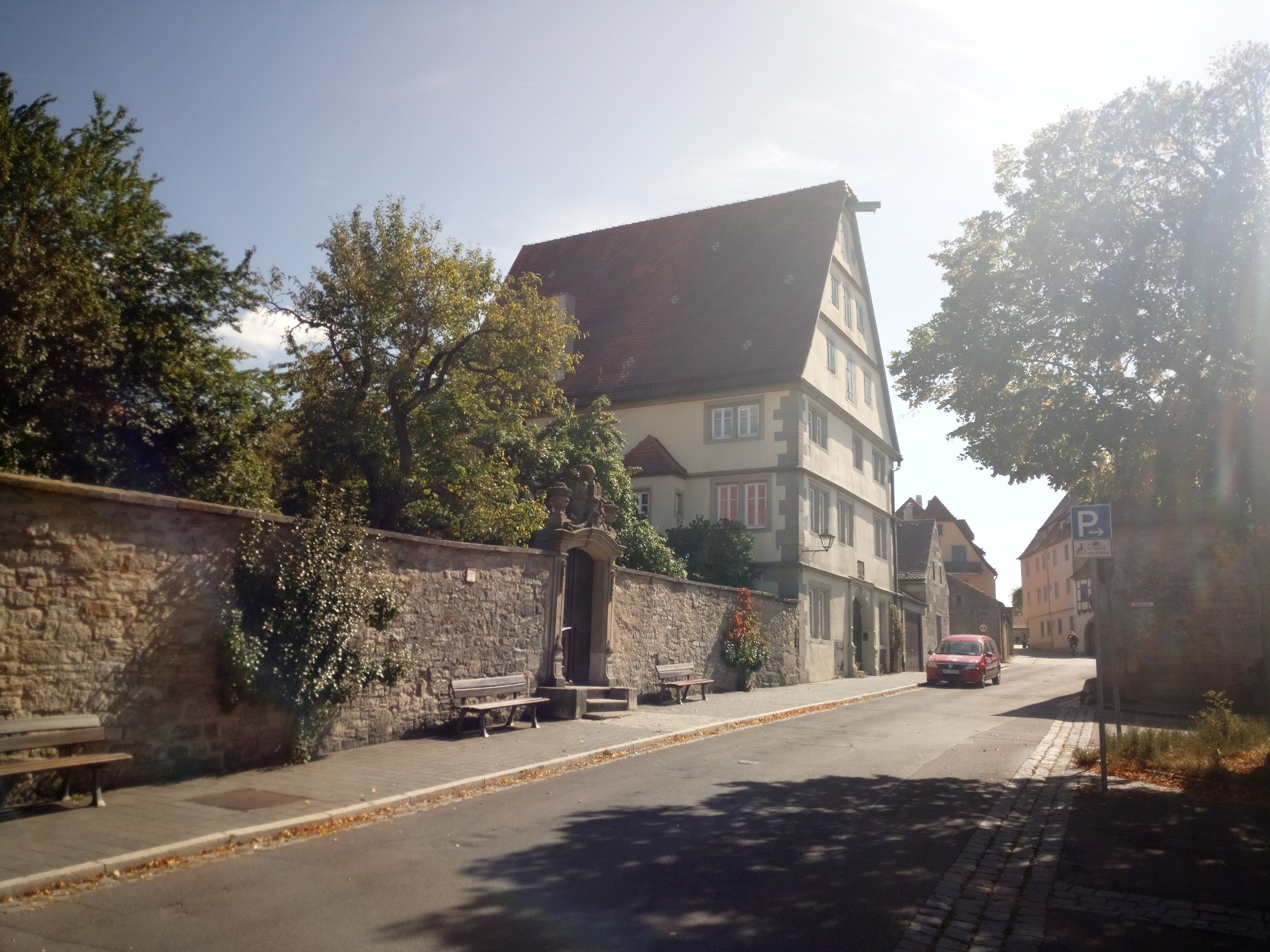
Het huis van Dr Schulz

De volgende ochtend komen Ben en Paul aan in Rothenburg. Samen met Rudy doorzoeken ze de gracht waar Yoko in de nacht haar achtervolger in had gegooid. Ze vinden een modelhuisje dat de archeoloog had gemaakt en in het water terecht was gekomen. De archeoloog heet Ernst Schiffers en heeft een maquette gemaakt van het stadje waar het huisje dus moet ontbreken. Maar dat blijkt niet zo te zijn. En passant leren Yoko en Ben van Rudy over Dr Schulz, die in de oorlog zowel zijn vrouw als zijn dochtertje kwijt is geraakt. Zijn huis blijkt precies te passen op het modelhuisje dat Yoko, Ben en Rudy uit de gracht hadden gevist. Rudy legt uit hoe Dr Schulz zijn dochtertje heeft verloren tijdens een geallieerde aanval aan het eind van de oorlog. Rudy belt een arts die met Dr Schulz heeft samengewerkt en die blijkt de bloedgroep van het meisje nog te weten. Die blijkt overeen te komen met de zeldzame bloedgroep van Ingrid. 
Rudy brengt Yoko en Ben naar de begraafplaats waar het meisje begraven is. Die nacht komen ze terug, nu met een röntgenapparaat om de kist door te lichten. Er blijkt alleen zand in te zitten. De onbekende vrouw is hen gevolgd en realiseert zich dat Yoko, Ben en Rudy een groot geheim hebben ontdekt: Magda, het dochtertje van Dr Schulz, is niet dood! Ze kan er niet omheen, nu moet ze zich wel bekendmaken. Eva Schulz is de dochter van de zuster van Dr Schulz. Eva neemt Yoko mee naar het laboratorium terwijl Ben en Rudy het "graf" weer in goede staat terugbrengen. Eva ontdekt dat iemand Magda weer tot leven wil wekken en het reanimatieprogramma heeft gestart. Het is al te ver om te kunnen stoppen, dus besluit Dr Schulz door te gaan. 

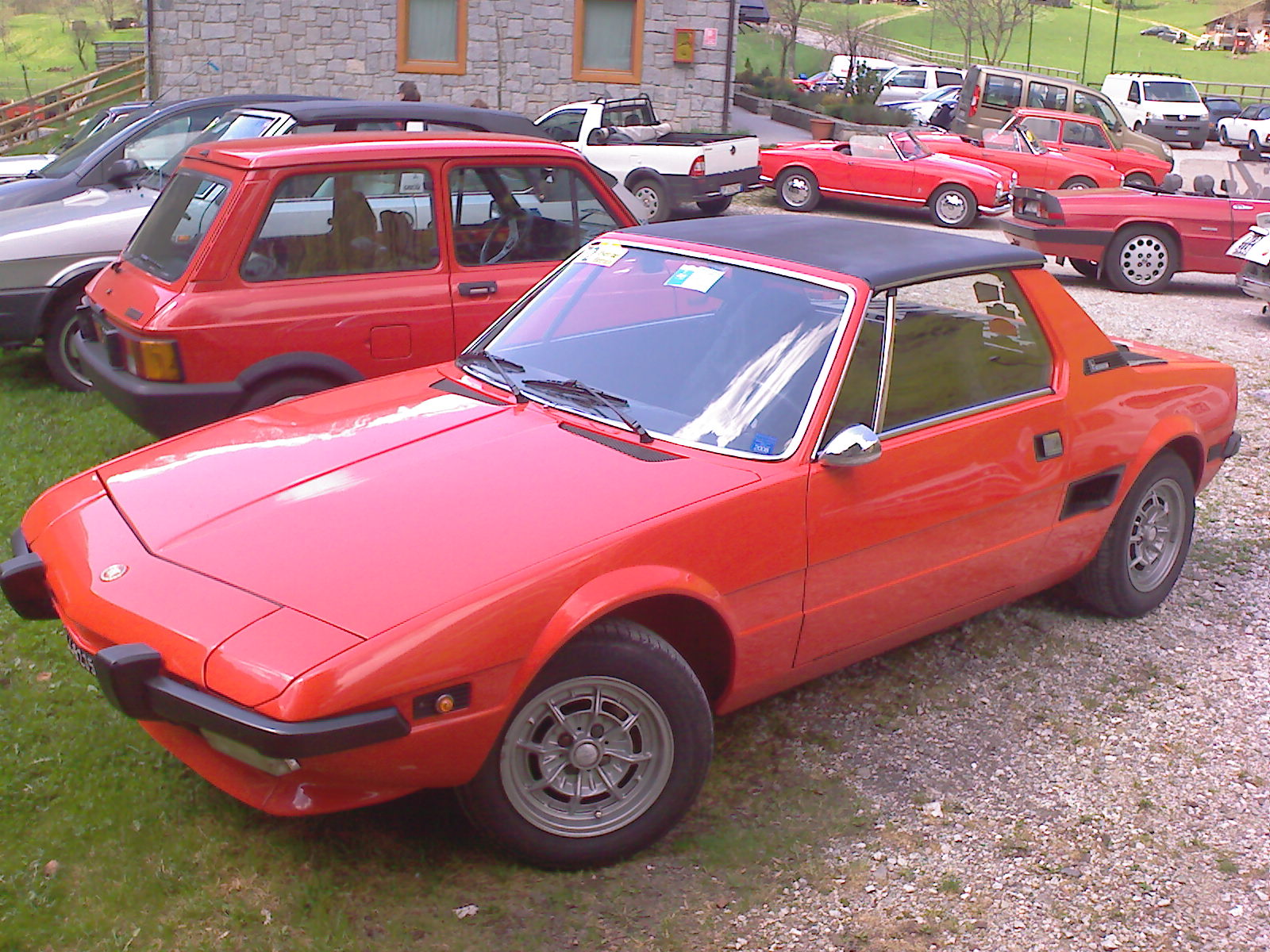
Yoko's rode Fiat X1/9 (modeljaar 1972)

Tijdens de langdurige operatie ziet Yoko Enst Schiffers door de oude catacomben dwalen en vraagt hem mee terug te komen. Schiffers heeft ontdekt dat er elektronische apparatuur is verborgen in een sarcofaag, terwijl Eva had benadrukt dat de gewelven onaangetast waren door de bouw van het laboratorium. Nu verschijnt Kurt, die Yoko in de gracht had gegooid, die duidelijk maakt de uitvinding van Dr Schulz zelf te gelde te gaan maken. Yoko weet de elektronica van Kurt te vernielen maar in de worsteling wordt ze neergeschoten. Schiffers brengt Yoko snel naar Dr Schulz die onmiddellijk Yoko gaat opereren. De hartstimulator voor Yoko is te zwak, maar na een incident blijkt Magda weer zelfstandig te kunnen leven. Yoko overleeft ternauwernood, maar kan in het ziekenhuis herstellen met Magda aan haar zijde. Magda blijkt een mentale blokkade te hebben, ze kan niet lopen. Een overvliegende jet heft de blokkade op. Nu Magda weer kan lopen ziet Dr Schulz in dat hij niet langer Magda's vader kan zijn. Zijn zuster blijkt in de DDR te werken en had een cruciale bijdrage geleverd aan het onderzoek dat Magda weer tot leven kon wekken. Eva wordt, met Oost-Duitse papieren, Magda's nieuwe moeder en kiest Rudy als surrogaatvader.